# Villarroya de los Pinares
Pour les articles homonymes, voir Villarroya (homonymie).

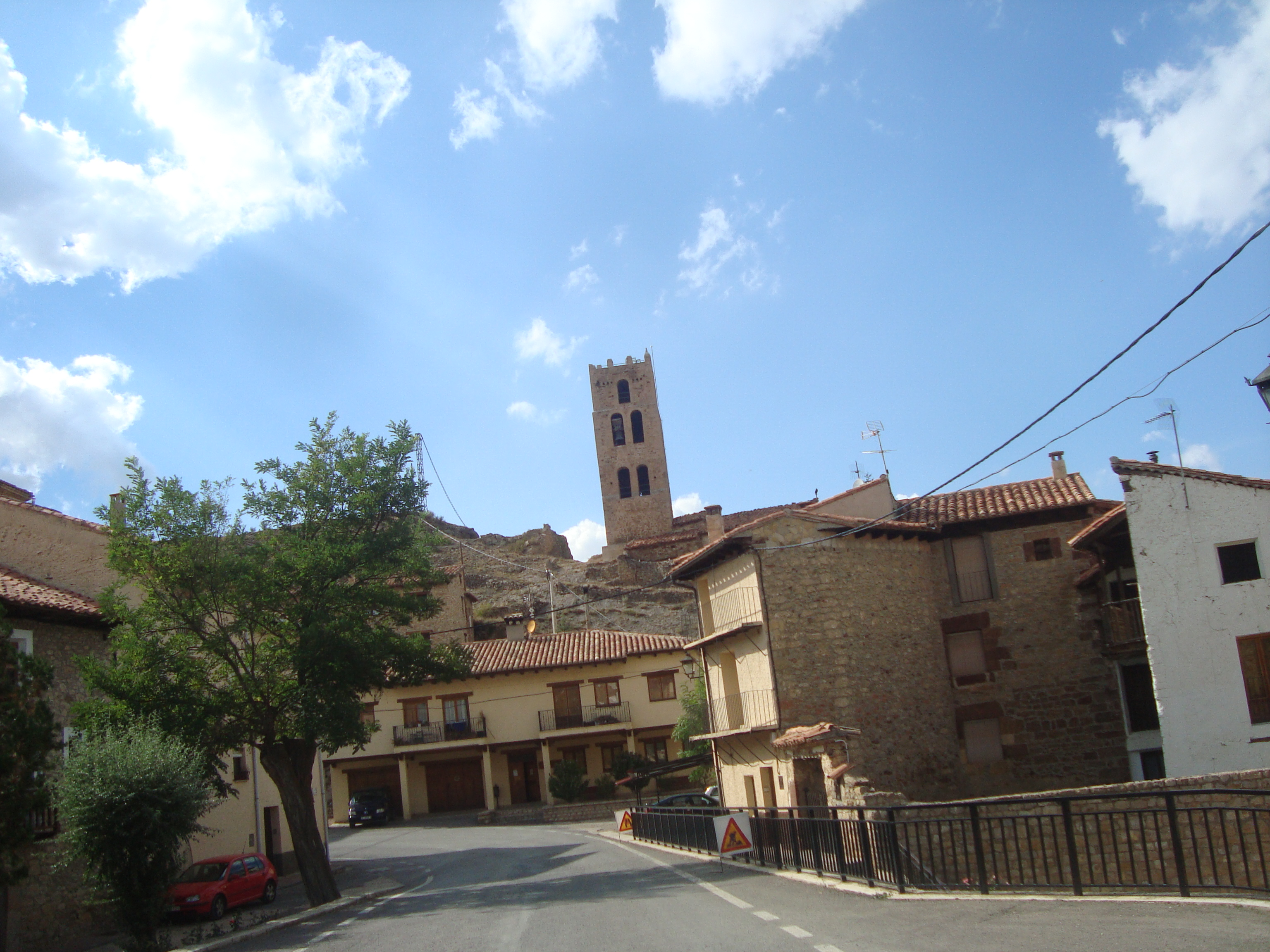
Villarroya de los Pinares (Teruel)

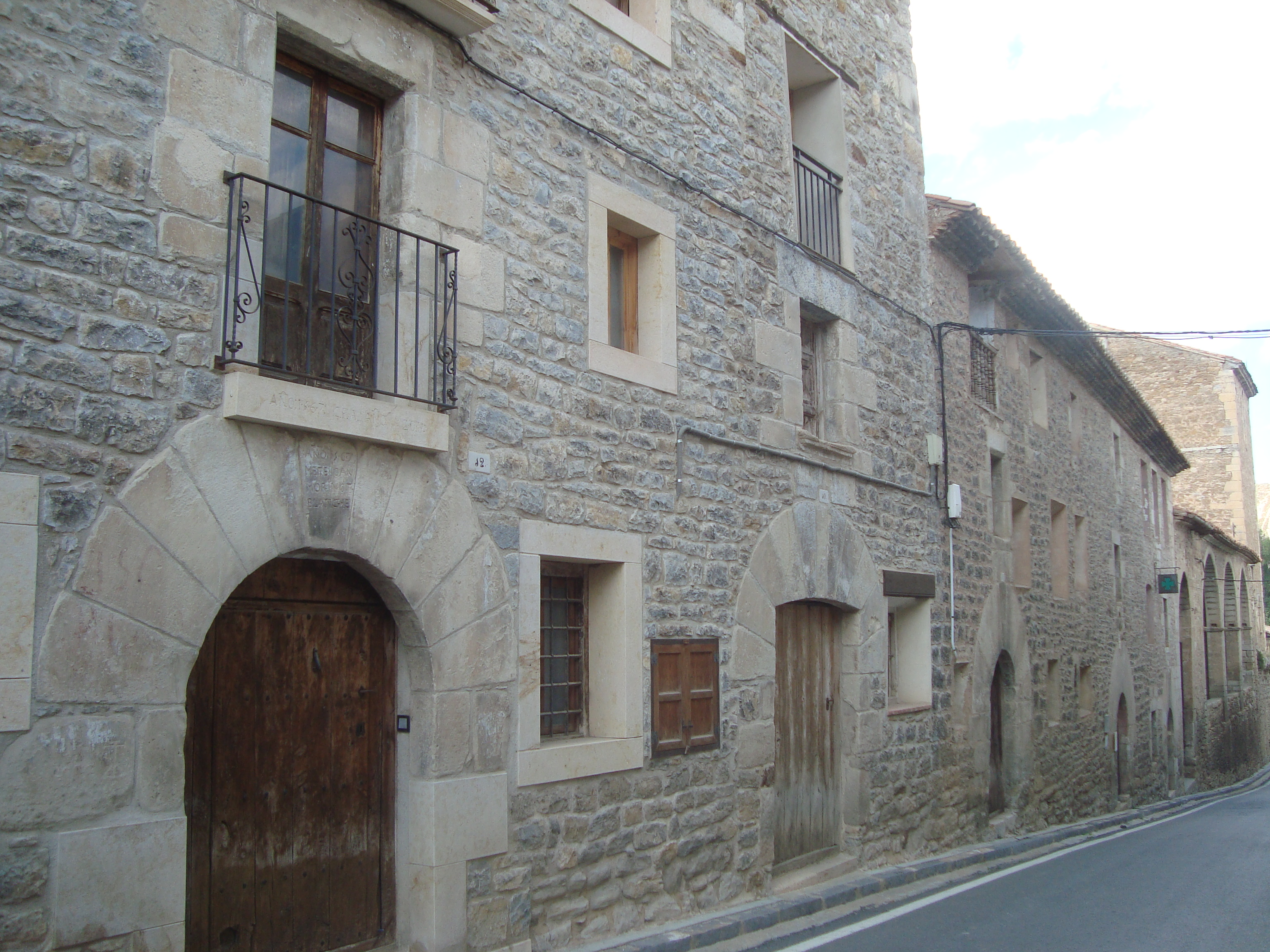
Villarroya de los Pinares (Teruel)

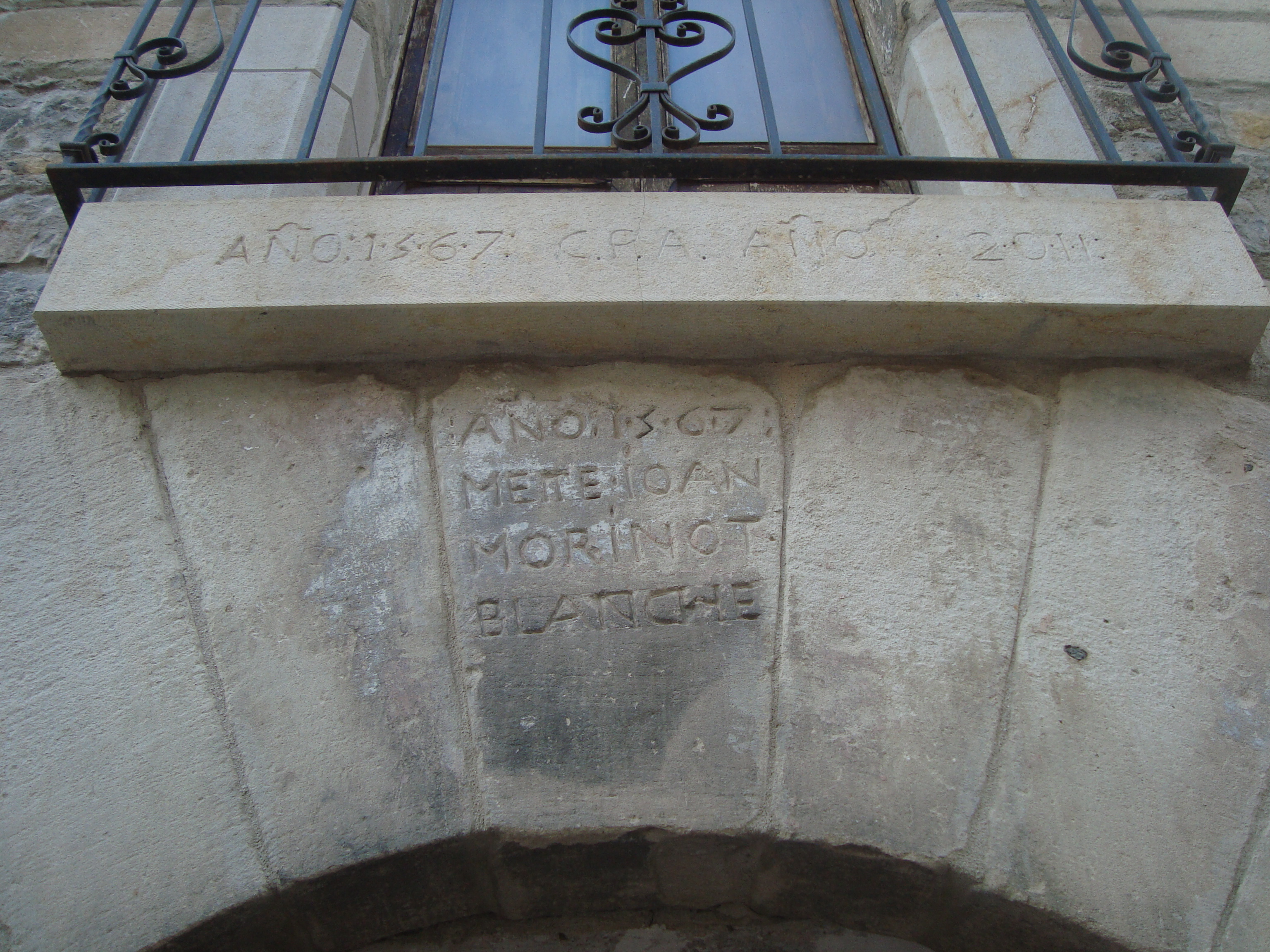
Villarroya de los Pinares (Teruel)

Villarroya de los Pinares est une commune d’Espagne, dans la Comarque du Maestrazgo, province de Teruel, communauté autonome d'Aragon.

## Les Hospitaliers
En 1190, Villarroya de los Pinares fut donnée aux Hospitaliers de l'ordre de Saint-Jean de Jérusalem dans le cadre de la reconquista. Elle faisait partie de leur commanderie d'Aliaga au sein de la châtellenie d'Amposta.

## Liens externes

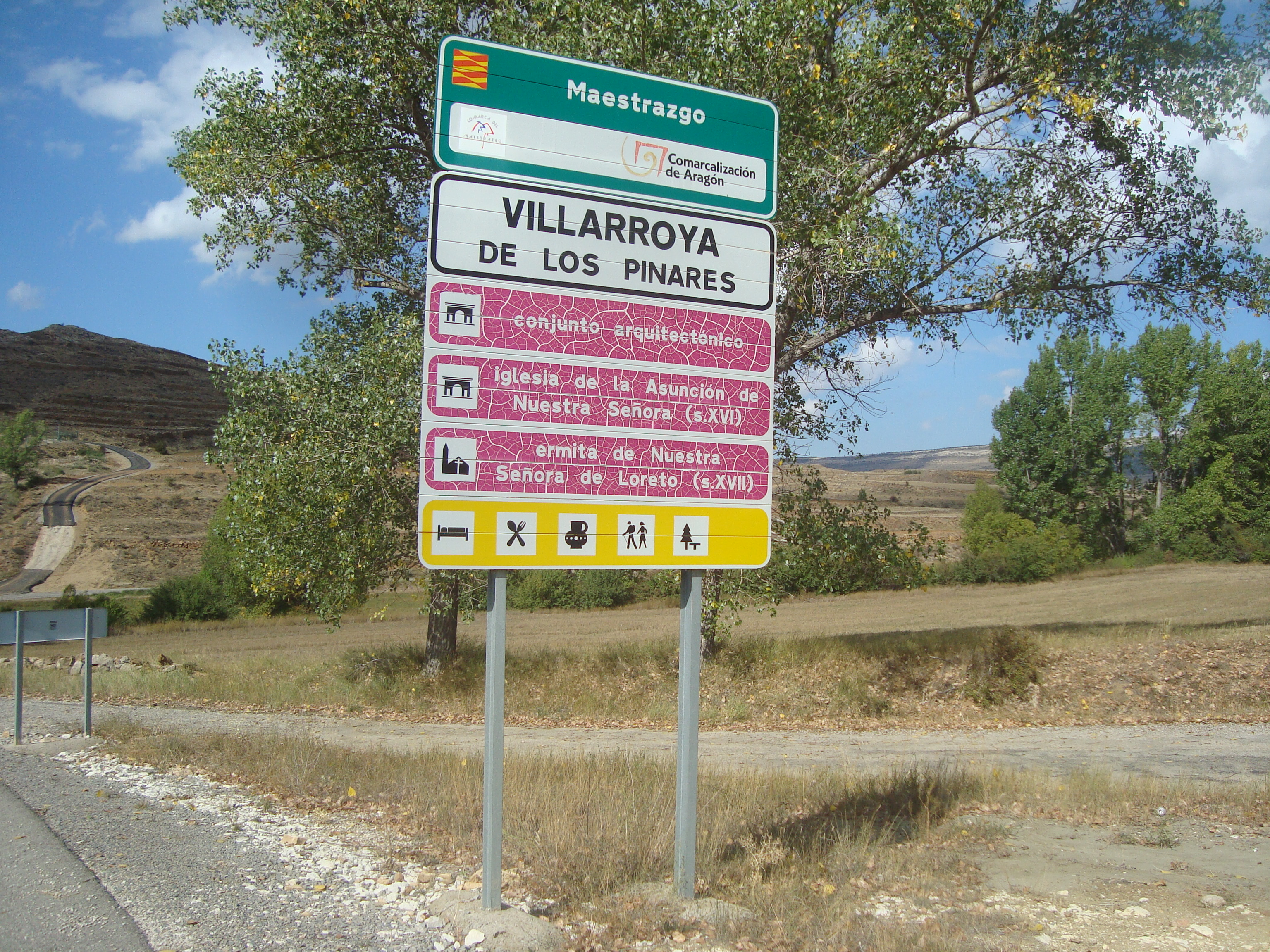
Villarroya de los Pinares (Teruel)

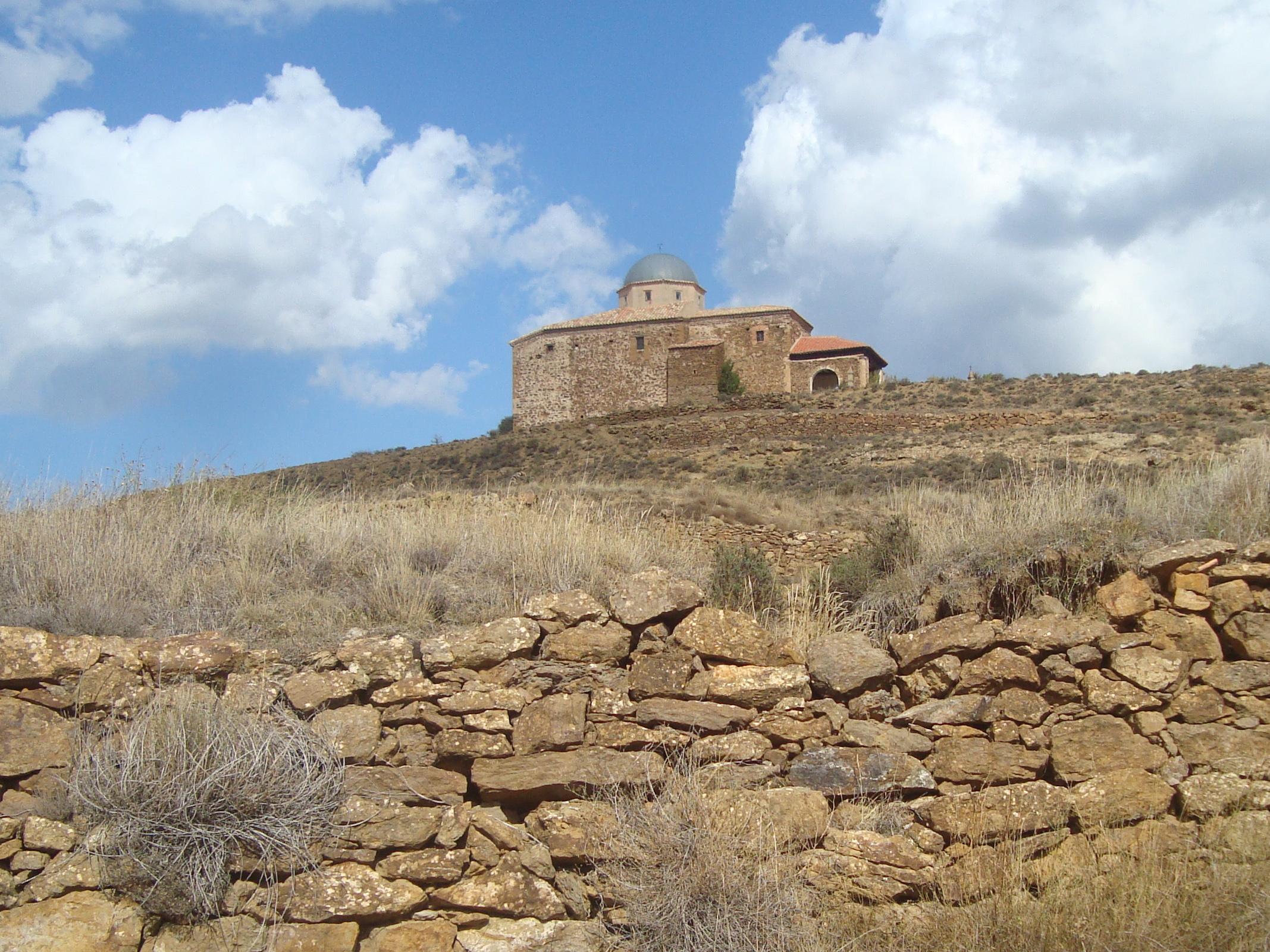
Ermita de San Benón, Villarroya de los Pinares (Teruel)

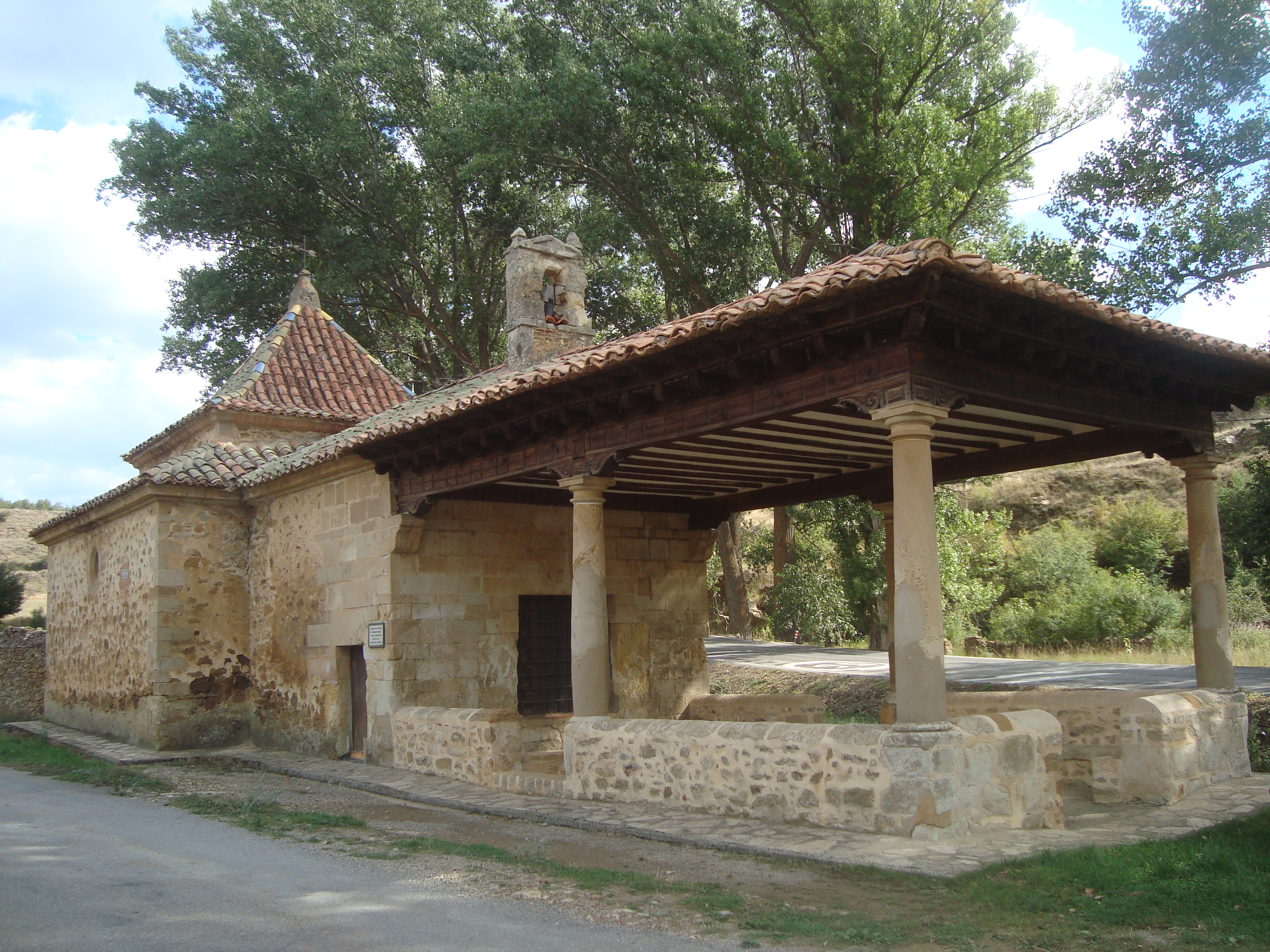
Ermita de la Virgen del Loreto, Villarroya de los Pinares (Teruel)

## Lieux et monuments
- maison datant du Moyen Âge
- église
- cimetière